# Манчев, Владимир
Владимир Манчев (болг. Владимир Манчев; род. 6 октября 1977[…], Пазарджик) — болгарский футболист, нападающий.

## Карьера
Манчев выступал за болгарские команды «Спартак» (Плевен), «Янтра», «Хебыр» и ЦСКА, французский «Лилль», испанские клубы «Леванте», «Реал Вальядолид» и «Сельта». В сезоне 2001/02 футболист стал лучшим бомбардиром чемпионата Болгарии с 21 мячом. Нападающий стал обладателем Кубка Болгарии вместе с софийским ЦСКА. В последнем осеннем матче 2008 года с мездринским «Локомотивом» Манчев получил повреждение коленных связок, которое вывело его из строя на девять месяцев. В том неудачном для себя сезоне игрок забил четыре мяча в четырёх матчах и отметился несколькими результативными передачами. 16 июня 2009 года был подписан новый контракт с ЦСКА, рассчитанный на два года. 30 августа 2009 года Манчев забил первый гол после травмы, выйдя на замену. Футболист пользовался популярностью среди армейских болельщиков. Летом 2010 года Манчев проходил сборы с командой «Академик», но подписал контракт с «Локомотивом» из Софии.

## Достижения
ЦСКА (София)
- Вице-чемпион Болгарии: 2000, 2001
- Бронзовый призёр чемпионата Болгарии: 2002
- Обладатель Кубка Болгарии: 1999